# Babice nad Svitavou (železniční zastávka)
Babice nad Svitavou jsou  železniční zastávka ve stejnojmenné obci v okrese Brno-venkov. Leží v km 168,640 železniční trati Brno – Česká Třebová mezi stanicemi Brno-Maloměřice a Adamov.

## Historie
Trať z Brna do České Třebové byla zprovozněna v roce 1849, mezilehlé zastávky ale byly stavěny až po nárůstu osobní dopravy. Společnost státní dráhy (StEG) zřídila zastávku v roce 1886 (jiný zdroj uvádí 1892[chybí lepší zdroj]) pro dělníky, kteří dojížděli do Brna. Vlak zde zpočátku zastavoval jen dvakrát v týdnu.[chybí lepší zdroj] Zastávka byla vybudována v hlubokém a zalesněném údolí řeky Svitavy, 1,5 km západně od obce a 170 výškových metrů níže pod obcí. V roce 1912 byla v zastávce postavena dřevěná veranda. Všechny osobní vlaky v zastávce zastavovaly až od roku 1914. Původní název zastávky Babitz-Adamsthal (od roku 1890 Babitz) byl v roce 1918 změněn na Babice a v roce 1938 na Babice u Brna. Ten se používal do roku 1961, kdy byl změněn na Babice nad Svitavou. V roce 1909 byla StEG znárodněna a novým majitelem dráhy byly Císařsko-královské státní dráhy (kkStB). V letech 1972–1974 byl přeložen traťový oblouk v souvislosti se snesením nedalekého Blanenského tunelu č. 5 a dřevěná čekárna byla odstraněna. V roce 1975 byla Železničním stavitelstvím Brno postavena nová výpravní budova.
Zastávkou prochází I. železniční koridor. V letech 1992–1998 byla trať modernizována a elektrizována. V roce 2022 prošla zastávka rekonstrukcí.

## Popis zastávky
V zastávce jsou dvě jednostranná nástupiště s délkou 170 m a výškou nástupištní hrany 500 mm nad temenem kolejnice. Přístup na nástupiště je bezbariérový. Cestující jsou informováni o jízdách vlaků pomocí odjezdové tabule a rozhlasu.

## Výpravní budova
Přibližně v místě bývalé dřevěné čekárny byla v roce 1975 postavena nová výpravní budova, kterou projektoval Vlasta Douša z brněnského střediska Státního ústavu dopravního projektování (SÚDOP). Hranolová čtyřpodlažní budova je postavena ve strmém náspu. Průčelí jsou členěna pouze okenními a dveřními osami a ke kolejovému průčelí je přistavěn dlouhý otevřený přístřešek. Fasáda je hladká břizolitová. V první nadzemním podlaží, které je v úrovni kolejí, byla vstupní hala s čekárnou s dlažbou z bíloveckého mramoru, kancelář s prodejnou jízdenek, sklad spěšnin a zavazadel a sociální zařízení. V druhém nadzemním podlaží byly dva služební byty. V prvním podzemním podlaží byly vybavené prostory pro dělníky traťové služby. Ve druhém podzemním podlaží byly umístěny sklepy a technické zařízení budovy. V rámci modernizace I. železničního koridoru byla budova upravena pro umístění technologického zařízení.
U koleje č. 2 je otevřený přístřešek.